# Liste des longs métrages hongrois proposés à l'Oscar du meilleur film international
Cet article présente la liste des longs métrages hongrois proposés à l'Oscar du meilleur film international (ou Oscar du meilleur film en langue étrangère jusqu'en 2019) depuis 1966, lors de la 38e cérémonie des Oscars.
L'Academy of Motion Picture Arts and Sciences (AMPAS) qui remet les Oscars du cinéma invite depuis 1957 les industries cinématographiques de tous les pays du monde à proposer le meilleur film de l'année pour concourir à l'Oscar du meilleur film en langue étrangère (autre que l'anglais). Le comité du prix supervise le processus et valide les films proposés. Par la suite, un vote à bulletin secret détermine les cinq nommés dans la catégorie, avant que le film lauréat ne soit élu par l'ensemble des membres de l'AMPAS, et que l'Oscar ne soit décerné lors de la cérémonie annuelle.
La Hongrie a jusqu'à maintenant remporté deux Oscars dans cette catégorie.

## Films proposés par la Hongrie
| Année (Cérémonie) | Titre français                                      | Titre original                                      | Réalisateur                    | Résultat                  |
| ----------------- | --------------------------------------------------- | --------------------------------------------------- | ------------------------------ | ------------------------- |
| 1966 (38e)        | Vingt heures                                        | Húsz óra                                            | Zoltán Fábri                   | Non nommé                 |
| 1967 (39e)        | Les Sans-Espoir                                     | Szegénylegények                                     | Miklós Jancsó                  | Non nommé                 |
| 1968 (40e)        | Père                                                | Apa                                                 | István Szabó                   | Non nommé                 |
| 1969 (41e)        | Les Garçons de la rue Paul                          | A Pál utcai fiúk                                    | Zoltán Fábri                   | Nommé                     |
| 1970 (42e)        | La Pierre lancée                                    | Feldobott kő                                        | Sándor Sára                    | Non nommé                 |
| 1971 (43e)        | Un film d'amour (hu)                                | Szerelmesfilm                                       | István Szabó                   | Non nommé                 |
| 1972 (44e)        | Amour                                               | Szerelem                                            | Károly Makk                    | Non nommé                 |
| 1973 (45e)        | Jelenidő (hu)                                       | Jelenidő (hu)                                       | Péter Bacsó                    | Non nommé                 |
| 1974 (46e)        | Fotográfia (hu)                                     | Fotográfia (hu)                                     | Pál Zolnay                     | Non nommé                 |
| 1975 (47e)        | Jeux de chat                                        | Macskajáték                                         | Károly Makk                    | Nommé                     |
| 1976 (48e)        | Adoption                                            | Örökbefogadás                                       | Márta Mészáros                 | Non nommé                 |
| 1977 (49e)        | Le Cinquième Sceau                                  | Az ötödik pecsét                                    | Zoltán Fábri                   | Non nommé                 |
| 1978 (50e)        | Un rôle étrange                                     | Herkulesfürdöi emlék                                | Pál Sándor                     | Non nommé                 |
| 1979 (51e)        | Les Hongrois                                        | Magyarok                                            | Zoltán Fábri                   | Nommé                     |
| 1980 (52e)        | L'Éducation de Véra                                 | Angi Vera                                           | Pál Gábor                      | Non nommé                 |
| 1981 (53e)        | Bizalom                                             | Bizalom                                             | István Szabó                   | Nommé                     |
| 1982 (54e)        | Mephisto                                            | Mephisto                                            | István Szabó                   | Remporte l'Oscar          |
| 1983 (55e)        | Le Temps suspendu                                   | Megáll az idő                                       | Péter Gothár                   | Non nommé                 |
| 1984 (56e)        | La Révolte de Job                                   | Jób lázadása                                        | Imre Gyöngyössy et Barna Kabay | Nommé                     |
| 1985 (57e)        | Yerma (en)                                          | Yerma (en)                                          | Imre Gyöngyössy et Barna Kabay | Non nommé                 |
| 1986 (58e)        | Colonel Redl                                        | Redl ezredes                                        | István Szabó                   | Nommé                     |
| 1987 (59e)        | Macskafogó                                          | Macskafogó                                          | Béla Ternovszky (hu)           | Non nommé                 |
| 1988 (60e)        | Journal à mes amours                                | Napló szerelmeimnek                                 | Márta Mészáros                 | Non nommé                 |
| 1989 (61e)        | Hanussen                                            | Hanussen                                            | István Szabó                   | Nommé                     |
| 1990 (62e)        | Mon XXe siècle                                      | Az én XX. századom                                  | Ildikó Enyedi                  | Non nommé                 |
| 1991 (63e)        | Kicsi, de nagyon erös (en)                          | Kicsi, de nagyon erös (en)                          | Ferenc Grunwalsky (hu)         | Non nommé                 |
| 1992 (64e)        | Félálom (en)                                        | Félálom (en)                                        | János Rózsa                    | Non nommé                 |
| 1993 (65e)        | Chère Emma                                          | Édes Emma, drága Böbe - vázlatok, aktok             | István Szabó                   | Non nommé                 |
| 1994 (66e)        | Nous ne mourrons jamais (hu)                        | Sose halunk meg                                     | Róbert Koltai                  | Non nommé                 |
| 1995 (67e)        | Woyzeck                                             | Woyzeck                                             | János Szász                    | Non nommé                 |
| 1996 (68e)        | A részleg (en)                                      | A részleg                                           | Péter Gothár                   | Non nommé                 |
| 1997 (69e)        | Haggyállógva, Vászka (hu)                           | Haggyállógva, Vászka (hu)                           | Péter Gothár                   | Non nommé                 |
| 1998 (70e)        | Les Garçons Witman (en)                             | Witman fiúk                                         | János Szász                    | Non nommé                 |
| 1999 (71e)        | Romani kris - Cigánytörvény (en)                    | Romani kris - Cigánytörvény (en)                    | Bence Gyöngyössy (hu)          | Non nommé                 |
| 2000 (72e)        | La Lanterne du Seigneur à Budapest                  | Nekem lámpást adott kezembe az Úr, Pesten           | Miklós Jancsó                  | Non nommé                 |
| 2001 (73e)        | Glamour (hu)                                        | Glamour (hu)                                        | Frigyes Gödrös (hu)            | Non nommé                 |
| 2002 (74e)        | Torzók (hu)                                         | Torzók (hu)                                         | Árpád Sopsits (hu)             | Non nommé                 |
| 2003 (75e)        | Hic (de crimes en crimes)                           | Hukkle                                              | György Pálfi                   | Non nommé                 |
| 2004 (76e)        | Rengeteg                                            | Rengeteg                                            | Benedek Fliegauf               | Non nommé                 |
| 2005 (77e)        | Kontroll                                            | Kontroll                                            | Nimród Antal                   | Non nommé                 |
| 2006 (78e)        | Être sans destin                                    | Sorstalanság                                        | Lajos Koltai                   | Non nommé                 |
| 2007 (79e)        | Les Paumes blanches                                 | Fehér tenyér                                        | Szabolcs Hajdu                 | Non nommé                 |
| 2008 (80e)        | Taxidermie                                          | Taxidermia                                          | György Pálfi                   | Non nommé                 |
| 2009 (81e)        | Le Voyage d'Iska                                    | Iszka utazása                                       | Csaba Bollók (hu)              | Non nommé                 |
| 2010 (82e)        | Kaméleon (hu)                                       | Kaméleon (hu)                                       | Krisztina Goda (hu)            | Non nommé                 |
| 2011 (83e)        | Bibliothèque Pascal                                 | Bibliothèque Pascal                                 | Szabolcs Hajdu                 | Non nommé                 |
| 2012 (84e)        | Le Cheval de Turin                                  | A torinói ló                                        | Béla Tarr                      | Non nommé                 |
| 2013 (85e)        | Just the Wind                                       | Csak a szél                                         | Benedek Fliegauf               | Non nommé                 |
| 2014 (86e)        | Le Grand Cahier                                     | A nagy füzet                                        | János Szász                    | Préselectionné en janvier |
| 2015 (87e)        | White God                                           | Fehér isten                                         | Kornél Mundruczó               | Non nommé                 |
| 2016 (88e)        | Le Fils de Saul                                     | Saul fia                                            | László Nemes                   | Remporte l'Oscar          |
| 2017 (89e)        | Roues libres                                        | Tiszta szívvel                                      | Attila Till                    | Non nommé                 |
| 2018 (90e)        | Corps et Âme                                        | Testről és lélekről                                 | Ildikó Enyedi                  | Nommé                     |
| 2019 (91e)        | Sunset                                              | Napszállta                                          | László Nemes                   | Non nommé                 |
| 2020 (92e)        | Akik maradtak (hu)                                  | Akik maradtak (hu)                                  | Barnabás Tóth (hu)             | Préselectionné en janvier |
| 2021 (93e)        | Felkészülés meghatározatlan ideig tartó együttlétre | Felkészülés meghatározatlan ideig tartó együttlétre | Lili Horvát                    | Non nommé                 |
| 2022 (94e)        | Post mortem                                         | Post mortem                                         | Péter Bergendy (hu)            | Non nommé                 |
| 2023 (95e)        | Blokád (hu)                                         | Blokád (hu)                                         | Ádám Tősér (hu)                | Non nommé                 |
| 2024 (96e)        | Les Quatre Âmes du coyote                           | Kojot négy lelke                                    | Áron Gauder                    | Non nommé                 |
| 2025 (97e)        | Semmelweis (hu)                                     | Semmelweis (hu)                                     | Lajos Koltai                   | Non nommé                 |